# نبرد جنوب شانشی
نبرد جنوب شانشی (انگلیسی: Battle of South Shanxi) یکی از ۲۲ درگیری اصلی بین ارتش انقلابی ملی (NRA) و نیروی زمینی امپراتوری ژاپن (IJA) در طول جنگ دوم چین و ژاپن بود.